# Juan Wauters
Juan Wauters   (Montevideo) és un músic urugaià establert a Nova York. Es va establir a Nova York seguint les passes de son pare, que se n'hi havia anat a buscar feina. Allà es va convertir en frontman dels garatgers psicodèlics The Beets, que entre el 2008 i el 2013 van publicar tres àlbums, el tercer al segell Captured Tracks, de Brooklyn. És en aquesta mateixa discogràfica que ha publicat els dos LP que ha fet en solitari, N.A.P. North American Poetry (2014) i Who me? (2015), reconvertit en cantautor folk-pop a mig camí entre Devendra Banhart, Jonathan Richman –com ells alterna cançons en castellà i en anglès– i el seu company de segell Mac DeMarco, amb qui també ha compartit gires.